# 天使と悪魔/ファンタジー
『天使と悪魔/ファンタジー』（てんしとあくま/ファンタジー）は、日本のバンド・世界の終わりのインディーズ2作目のCDシングル。

## 概要
前作『幻の命』から約9ヶ月ぶりにして、初の両A面シングル。
表題曲は石原さとみ主演のテレビ朝日系列 日曜ナイトドラマ『霊能力者 小田霧響子の嘘』の主題歌として提供され、自身初のタイアップ楽曲となった。
楽曲「天使と悪魔」は、人の価値観による偽善、既存の定義に天使も悪魔もいないというテーマで制作された。
初回限定盤Bはシングル名が『ファンタジー/天使と悪魔』となっており、曲順が通常盤と逆になっている。また、初回限定盤はどちらも紙ジャケット仕様になっている。
楽曲「天使と悪魔」で、ミュージックステーションが展開していたネット番組「MUSIC STATION Young Guns on the Web」に出演した。

### ミュージックビデオ
10月12日より「天使と悪魔」のミュージック・ビデオが、スペースシャワーTVにて独占先行公開としてオンエアされ、10月20日より「ファンタジー」のミュージック・ビデオが各音楽専門チャンネルにて一斉にオンエア解禁された。
翌年の2月11日には「天使と悪魔」が、2月12日には「ファンタジー」のミュージック・ビデオがレーベルのYouTubeチャンネルにて公開された。

## チャート成績
オリコンチャートで初登場8位を獲得。自身初のチャート入り、トップ10入りを果たした。

## 収録内容
| 全作詞・作曲: 深瀬慧、全編曲: 世界の終わり。 |                  |        |            |      |
| #                                            | タイトル         | 作詞   | 作曲・編曲 | 時間 |
| 1.                                           | 「天使と悪魔」   | 深瀬慧 | 深瀬慧     | 4:34 |
| 2.                                           | 「ファンタジー」 | 深瀬慧 | 深瀬慧     | 3:43 |
| 合計時間:                                    | 合計時間:        | 8:17   |            |      |

## 参加ミュージシャン
世界の終わり
- 中島真一：Sound Produce & Guitar & Vocal
- 深瀬慧：Vocal & Guitar
- 藤崎彩織：Piano
- LOVE：DJ

Additional Musician
- Ikoman：Manipulator (#1, 2)
- 松本慶一：Manipulate Support (#1, 2)
- 四家卯大ストリングス：Strings (#1)

## 収録アルバム
- ENTERTAINMENT (#1, 2)
- SEKAI NO OWARI 2010-2019 (#1)

## タイアップ
- テレビ朝日系列 日曜ナイトドラマ『霊能力者 小田霧響子の嘘』主題歌 (#1)

## カバー
天使と悪魔
- リーガルリリー - 2021年4月7日に発売されたEP『the World』に収録[7]。